# 西ノ内
西ノ内（にしのうち）は、福島県郡山市に所在する町丁である。郵便番号は963-8022。

## 地理
郡山市役所本庁所管地域である市街中心部に属する。北で並木、桜木、北東角で若葉町、南東で咲田、南で桃見台、緑町、西で朝日とそれぞれ隣接する。JR郡山駅西側の市街地にあり、住居表示が実施されている。内環状線以東、うねめ通り南側沿線区画を範囲とし、市道咲田一桑野四丁目線（太田西ノ内病院東側付近）等を境に西に一丁目、東に二丁目が設置されている。幹線道路沿いに商業施設や店舗が立ち並び、それらの裏手に住宅地が広がる。長者に所在する郡山警察署長者交番、および堂前町に所在する郡山消防署本署がそれぞれ管轄にあたる。

## 世帯数と人口
2024年1月1日現在の世帯数と人口は以下の通りである。
| 町丁   | 世帯数  | 人口    |
| ------ | ------- | ------- |
| 西ノ内 | 591世帯 | 1,173人 |

## 小・中学校の学区
市立小・中学校に通う場合、学区は以下の通りとなる。
| 番地 | 小学校               | 中学校                 |
| ---- | -------------------- | ---------------------- |
| 全域 | 郡山市立桃見台小学校 | 郡山市立郡山第五中学校 |

## 交通

### 道路
- 一級市道30号荒井八山田線（内環状線）
- 一級市道35号若葉桑野線（うねめ通り）

## 施設等
- 太田西ノ内病院
- 福島銀行 SBIマネープラザ郡山
- 西部プラザ
  - 旧イトーヨーカドー 郡山店
  - スーパースポーツゼビオ 郡山西ノ内店
  - ケーズデンキ 郡山本店
- ファミリーマート 郡山西ノ内店
- ファミリーマート 郡山うねめ通り店
- ローソン 郡山西ノ内二丁目店
- デニーズ 郡山西ノ内店
- 龍宮城 西ノ内店